# Wieseckaue östlich Gießen
Wieseckaue östlich Gießen este o arie protejată (arie de protecție specială avifaunistică — SPA) din Germania întinsă pe o suprafață de 295,65 ha, integral pe uscat.

## Localizare
Centrul sitului Wieseckaue östlich Gießen este situat la coordonatele 50°36′16″N 8°43′20″E / 50.6044°N 8.7222°E.

## Înființare
Situl Wieseckaue östlich Gießen a fost declarat arie de protecție specială avifaunistică în iulie 2001 pentru a proteja 11 specii de animale.

## Biodiversitate
Situată în ecoregiunea continentală, aria protejată nu include niciun habitat protejat.
La baza desemnării sitului se află mai multe specii protejate de  păsări (11): pescăruș albastru (Alcedo atthis), fâsă de luncă (Anthus pratensis), Ardea cinerea cinerea, cristeiul de câmp (Crex crex), becațină comună (Gallinago gallinago), sfrâncioc roșiatic (Lanius collurio), becațină mică (Lymnocryptes minimus), pietrar sur (Oenanthe oenanthe), mărăcinar (Saxicola rubetra), mărăcinar negru (Saxicola torquatus), nagâț (Vanellus vanellus).